# Piberstein Styrian Open 1998
Piberstein Styrian Open 1998 — жіночий тенісний турнір, що проходив на відкритих кортах з ґрунтовим покриттям Sportpark Piberstein у Марія Ланковіц (Австрія). Належав до турнірів 4-ї категорії в рамках Туру WTA 1998. Відбувсь удвадцятьшосте і тривав з 6 до 12 липня 1998 року.

## Фінальна частина

### Одиночний розряд, жінки
Патті Шнідер —  Гала Леон Гарсія 6–2, 4–6, 6–3
- Для Шнідер це був 5-й титул за сезон і 5-й — за кар'єру.

### Парний розряд, жінки
Лаура Монтальво /  Паола Суарес —  Тіна Кріжан /  Катарина Среботнік 6–1, 6–2
- Для Монтальво це був 2-й титул за сезон і 4-й — за кар'єру. Для Суарес це був 6-й титул за сезон і 7-й — за кар'єру.